# Uwe Römer
Uwe Römer (Fráncfort del Óder, 4 de abril de 1969) es un deportista alemán que compitió en esgrima, especialista en la modalidad de florete. Está casado con la esgrimidora Rita König.
Ganó tres medallas en el Campeonato Mundial de Esgrima, en los años 1993 y 1994, y cinco medallas en el Campeonato Europeo de Esgrima entre los años 1993 y 1998.

## Palmarés internacional
| Campeonato Mundial | Campeonato Mundial  | Campeonato Mundial | Campeonato Mundial  |
| Año                | Lugar               | Medalla            | Prueba              |
| ------------------ | ------------------- | ------------------ | ------------------- |
| 1993               | Essen (Alemania)    | Medalla de oro     | Florete por equipos |
| 1993               | Essen (Alemania)    | Medalla de bronce  | Florete individual  |
| 1994               | Atenas (Grecia)     | Medalla de plata   | Florete por equipos |
| Campeonato Europeo |                     |                    |                     |
| Año                | Lugar               | Medalla            | Prueba              |
| 1993               | Linz (Austria)      | Medalla de plata   | Florete individual  |
| 1994               | Cracovia (Polonia)  | Medalla de plata   | Florete individual  |
| 1995               | Keszthely (Hungría) | Medalla de bronce  | Florete individual  |
| 1996               | Limoges (Francia)   | Medalla de plata   | Florete individual  |
| 1998               | Plovdiv (Bulgaria)  | Medalla de oro     | Florete por equipos |